# Balonmano Barakaldo
Maillots
Actualités
Le BM Barakaldo est un club espagnol de handball, situé à Barakaldo dans la Communauté autonome du Pays basque.
Actuellement[Quand ?], le club évolue en División de Honor Plata (division 2).

## Histoire
Le BM Barakaldo fut fondé en 1979, il remporta trois fois la División de Honor Plata.

## Palmarès
- 3 fois vainqueurs de la División de Honor Plata.
  - 1995, 1998, 2001.